# Arizona State Route 277
Die Arizona State Route 277 (kurz AZ 277) ist eine in Nord-Süd-Richtung verlaufende State Route im US-Bundesstaat Arizona.
Die State Route beginnt an der Arizona State Route 260 nahe Heber-Overgaard und endet in Snowflake an der Arizona State Route 77. Etwa sieben Meilen hinter Heber zweigt die Arizona State Route 377 ab. Der mit 30 Meilen verhältnismäßig kurze Highway im Navajo County trifft auf keine weiteren Orte.